# هاگن (دهانه)
هاگن یک دهانه برخوردی در ماه‌ است.

## دهانه‌های اقماری
این دهانه ۶ دهانه اقماری دارد.
| Hagen | عرض جغرافیایی | طول جغرافیایی | قطر          |
| ----- | ------------- | ------------- | ------------ |
| C     | ۴۸.۰° S       | ۱۳۵.۵° E      | ۲۲.۰ کیلومتر |
| J     | ۴۹.۰° S       | ۱۳۷.۲° E      | ۴۷.۰ کیلومتر |
| Q     | ۵۰.۰° S       | ۱۳۲.۷° E      | ۲۰.۰ کیلومتر |
| P     | ۵۲.۱° S       | ۱۳۳.۷° E      | ۲۶.۰ کیلومتر |
| S     | ۴۸.۳° S       | ۱۳۳.۲° E      | ۲۳.۰ کیلومتر |
| V     | ۴۷.۱° S       | ۱۳۲.۲° E      | ۱۲.۰ کیلومتر |